# ليتل وولف (ويسكونسن)
ليتل وولف (بالإنجليزية: Little Wolf, Wisconsin)‏ هي بلدة تقع بولاية ويسكونسن في الولايات المتحدة. تبلغ مساحتها 87.9 (كم²)، وترتفع عن سطح البحر 245 م، بلغ عدد سكانها 1445 نسمة في عام 2000 حسب إحصاء مكتب تعداد الولايات المتحدة وتصل الكثافة السكانية فيها 16.6 نسمة/كم2.

## وصلات خارجية
- http://townoflittlewolf.com
- The US50 - Cities and Towns in Wisconsin State
- Wisconsin Cities and Towns, Facts, Map, Flag, Colleges, Government, and More